# Umbaúba
Umbaúba este un oraș în Sergipe (SE), Brazilia.